# Tungelpass
Der Tungelpass ist ein 2085 m hoher Gebirgspass im Kanton Bern zwischen dem Iffigtal und dem Lauenental. Er liegt zwischen dem Niesehorn (2776 m) und dem Rothorn (2276 m). Nur ein Bergwanderweg führt über den Pass.